# Ánh sáng Hessdalen
Ánh sáng Hessdalen (tiếng Anh: Hessdalen lights) là những ánh sáng không rõ nguyên nhân được quan sát thấy trong một đoạn dài 7,5 dặm (12 km) của thung lũng Hessdalen ở vùng nông thôn miền trung Na Uy.

## Lịch sử và mô tả
Cho đến nay vẫn không rõ nguồn gốc thật sự của ánh sáng Hessdalen. Chúng xuất hiện cả ngày lẫn đêm, và dường như trôi qua và xuất hiện phía trên thung lũng. Chúng thường có màu trắng sáng, vàng hoặc đỏ và có thể xuất hiện ở trên và dưới chân trời. Thời gian nhìn thấy hiện tượng ánh sáng Hessadalen có thể là một vài giây đến hơn một giờ. Đôi khi ánh sáng chuyển động với tốc độ rất lớn; vào những thời điểm khác, chúng dường như đang ảnh hưởng từ từ qua lại. Cũng có những lần, chúng di chuyển vào giữa không trung.
Ánh sáng được báo cáo trong khu vực bắt đầu từ những năm 1930. Điều đặc biệt là thời gian hoạt động cao nhất của nó trong lịch sử xảy ra vào giữa tháng 12 năm 1981 và giữa năm 1984, trong đó số lần quan sát được có thể lên tới 15–20 lần mỗi tuần, thu hút nhiều khách du lịch qua đêm đến tham quan. Tính đến  năm 2010, số lượng quan sát được đã giảm xuống, chỉ với 10 đến 20 lần nhìn thấy hàng năm.

## Nghiên cứu
Từ năm 1983, đã có nghiên cứu khoa học đang diễn ra, được gọi là "Dự án Hessdalen", được khởi xướng bởi UFO-Norge và UFO-Thụy Điển do Erling Strand cùng nhiều nhà khoa học thuộc các cơ quan nghiên cứu UFO của Thụy Điển và Na Uy phối hợp thực hiện. Dự án quy tụ các chuyên gia đang cố gắng giải đáp cách hình thành các quả cầu ánh sáng bí ẩn, cũng như nhanh chóng bác bỏ những giả thuyết cho rằng, ánh sáng bắt nguồn từ máy bay, các phương tiện giao thông hoặc tòa nhà. Năm 1998, Trạm đo lường tự động Hessdalen (Hessdalen AMS) được thiết lập trong thung lũng để quan sát và ghi lại sự xuất hiện của những ánh sáng này.
Sau đó, chương trình EMBLA được bắt đầu để kết hợp nghiên cứu của các nhà khoa học và sinh viên về những ánh sáng kỳ lạ này. Các tổ chức nghiên cứu hàng đầu là Đại học Østfold (Na Uy) và Hội đồng nghiên cứu quốc gia Ý.

## Giả thuyết
Mặc dù nghiên cứu đang diễn ra, không có lời giải thích thuyết phục cho hiện tượng này. Tuy nhiên, có rất nhiều giả thuyết được đưa ra và thậm chí trong đó có những lý giải còn mang tính suy đoán cá nhân.
- Một lời giải thích có thể quy định hiện tượng này đối với một quá trình đốt cháy không hoàn toàn được hiểu liên quan đến hydro, oxy và natri,[6] xuất hiện ở Hessdalen vì các trầm tích lớn của scandium ở đó.[7]
- Vào năm 2016, nhà khoa học người Na Uy Christian Opdal Eid đã xuất bản một bài báo đánh giá sự chồng chất của sóng EM vũ trụ, hoặc va chạm của các hạt tia vũ trụ, như là nguồn gốc của hiện tượng này.[8]
- Chuyên gia Jader Monari thuộc Viện Thiên văn radio (Italia) đã nghiên cứu khu vực Hessdalen kể từ năm 1996 và khám phá ra rằng, các tảng đá trong thung lũng giàu kẽm và sắt ở một phía của dòng sông chạy qua nó, và giàu đồng ở phía bên kia. Jader Monari cho rằng: "Nếu có lưu huỳnh trong nước sông ở giữa, tất cả sẽ tạo thành một khối pin hoàn hảo". Tiến sĩ Monari tin rằng, các bong bóng khí ion hóa đã hình thành khi hơi lưu huỳnh từ sông Hesja phản ứng với không khí ẩm ướt của thung lũng. Các đặc điểm địa chất học cũng tạo nên những vệt trường điện từ trong thung lũng, giúp lý giải tại sao các quả cầu ánh sáng lại di chuyển được.[9]
- Một giả thuyết khác cho rằng, năng lượng để khiến các đám mây phát sáng có thể bắt nguồn từ sự tích tụ điện tích. Cũng có giả thuyết suy đoán hiện tượng kỳ bí trên xảy ra là do người ngoài hành tinh.[10]